# Iron Curtain
Iron Curtain – album studyjny polskiej grupy muzycznej SBB. Wydawnictwo ukazało się 26 stycznia 2009 roku nakładem wytwórni muzycznej Metal Mind Productions. W ramach promocji do utworu „Camelele” został zrealizowany teledysk, który przygotowali Piotr Godzina oraz Dariusz Świtała. Płyta dotarła do 17. miejsca listy OLiS w Polsce.

## Lista utworów
Opracowano na podstawie materiału źródłowego.
1. „Iron Curtain” – 05:07
2. „Defilada” – 06:07
3. „Camelele” – 04:50
4. „Aleatoryka” – 05:49 (bonus Dgipack)
5. „Rozmowa z mistrzem” – 05:13
6. „Opowieść” – 04:33
7. „Błogosławione dni” – 04:59
8. „Nieśmiertelność” – 03:15 (bonus Dgipack)
9. „Sunrise” – 03:01
10. „Góry tańczące” – 04:40
11. „Dopóki żyje matka jesteś dzieckiem” – 04:18

## Twórcy
Opracowano na podstawie materiału źródłowego.
- Józef Skrzek – śpiew, gitara basowa, organy hammonda, micromoog, minimoog, fortepian
- Apostolis Anthimos – gitara
- Gábor Németh – perkusja, instrumenty perkusyjne
- Sebastian Witkowski – produkcja muzyczna
- Marta Tłuszcz – zdjęcia